# Al Raya (Schiff)
Die Al Raya ist eine Motoryacht und fährt unter der Flagge der Kaimaninseln. Sie wurde 2008 auf der Lürssen-Werft als Dilbar gebaut und ist eine der größten Megayachten der Welt. 2009 folgte ein „Refit“.
Lürssen baute das Schiff als Dilbar für den russischen Oligarchen Alischer Usmanow. Lürssen baute auch die Radiant als Schwesterschiff. Weil Usmanow 2015 eine noch größere und längere Yacht bauen ließ und diese ebenfalls Dilbar nannte, wurde das Schiff in Ona umbenannt und zum Verkauf ausgeschrieben. Das Schiff wurde 2018 an einen Eigner im arabischen Raum verkauft und in Al Raya umbenannt. Eigner ist seit damals das Königshaus von Bahrain oder König Hamad bin Isa Al Chalifa.
Mit 110 Meter Länge belegte das Schiff auf der Liste der längsten Motoryachten den 31. Platz, mit Stand 3. März 2022 noch den 41. Platz. Der Rumpf des 16 Meter breiten Schiffes ist aus Stahl, die Aufbauten sind aus Aluminium. Die maximale Geschwindigkeit beträgt 21 Knoten (ca. 39 km/h). Das Schiff fährt unter der Flagge der Kaimaninseln und gehörte ab seiner Auslieferung (2008) dem russischen Milliardär Alischer Burchanowitsch Usmanow. Das Schiff hatte Usmanow nach dem Vornamen seiner Mutter Dilhar benannt.

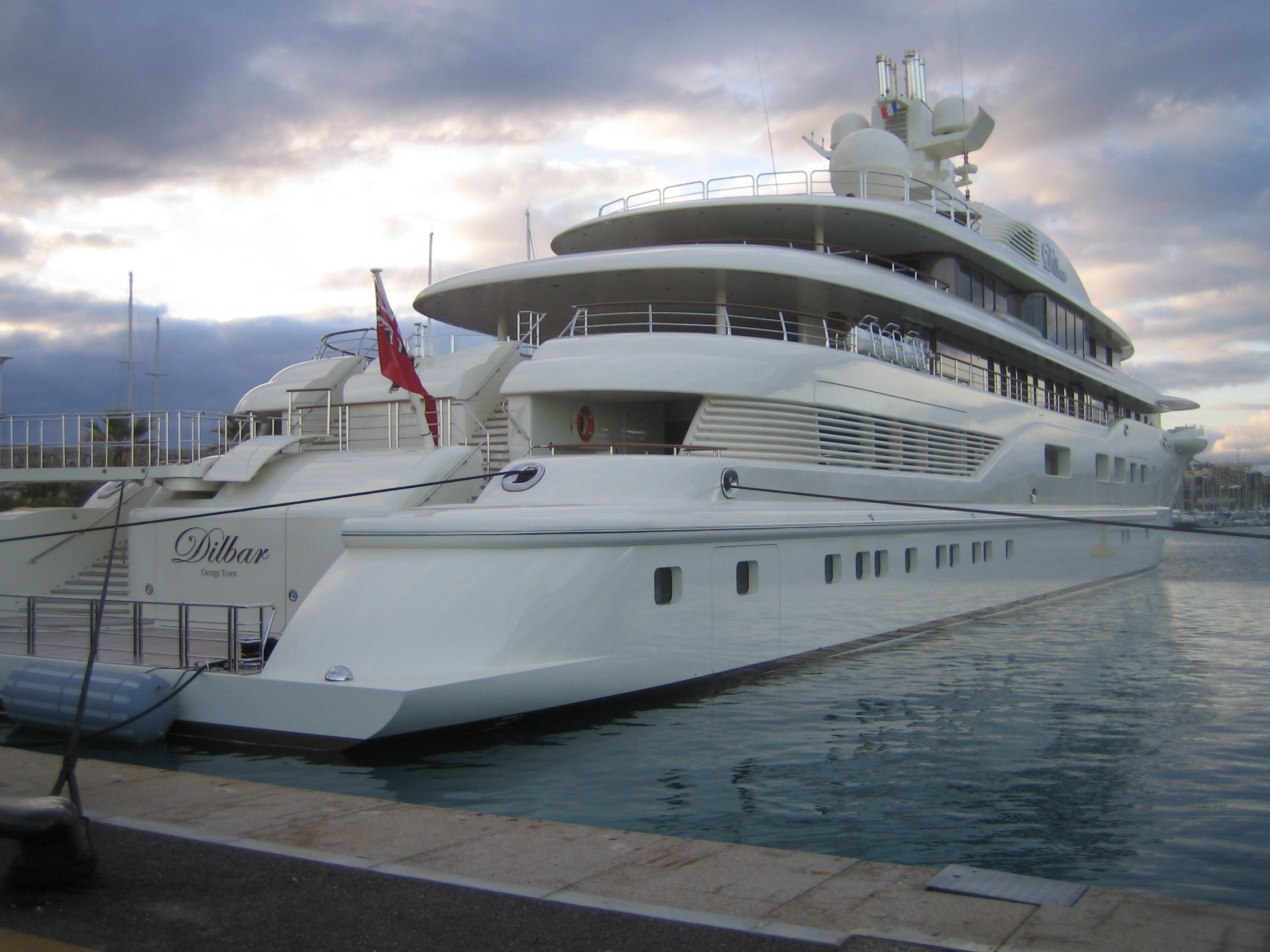
Heck der Dilbar, vertäut in Antibes, F (2009)
Die Dilbar beim Einlaufen in den Hafen von Porto Cervo, I (2009)
Heck der Dilbar (2009)